# Finale della Coppa UEFA 1996-1997
La finale della 26ª edizione della Coppa UEFA fu disputata in gara d'andata e ritorno tra Schalke 04 e Inter. Il 7 maggio 1997 al Parkstadion di Gelsenkirchen la partita, arbitrata dal francese Marc Batta, finì 1-0.
La gara di ritorno si disputò dopo due settimane allo stadio Giuseppe Meazza di Milano e fu arbitrata dallo spagnolo José María García-Aranda. Il match terminò 1-0 e ad aggiudicarsi il trofeo fu la squadra tedesca, dopo l'esecuzione dei tiri di rigore.
Questa fu l'ultima finale disputata con la formula andata-ritorno, prima dell'introduzione anche per questo torneo della gara unica, che era già tradizionalmente adottata dalle altre due principali manifestazioni della UEFA.

## Le squadre
| Squadre    | Partecipazioni precedenti (il grassetto indica la vittoria) |
| ---------- | ----------------------------------------------------------- |
| Schalke 04 | Nessuna                                                     |
| Inter      | 2 (1991, 1994)                                              |

## Il cammino verso la finale
Lo Schalke 04 di Huub Stevens esordì contro gli olandesi del Roda JC superando il turno con un risultato complessivo di 5-2. Nel secondo turno i tedeschi affrontarono i turchi del Trabzonspor, sconfitti col risultato aggregato di 4-3. Agli ottavi di finale i belgi del Club Bruges vinsero l'andata 2-1, ma furono sconfitti in Germania 2-0. Ai quarti i Knappen affrontarono gli spagnoli del Valencia, capaci di eliminare i campioni in carica del Bayern Monaco, vincendo 2-0 l'andata in casa e pareggiando 1-1 in Spagna. In semifinale fu ancora una compagine spagnola, il Tenerife, a essere eliminata sebbene fu necessario un gol di Marc Wilmots nei tempi supplementari, dopo che le gare di andata e ritorno si conclusero con una vittoria per 1-0 per parte.
L'Inter di Roy Hodgson iniziò il cammino europeo contro i francesi del Guingamp che furono eliminati con un 4-1 tra andata e ritorno. Nel secondo turno gli italiani affrontarono gli austriaci del Grazer AK, battendoli 1-0 in casa ma venendo sconfitti col medesimo risultato in trasferta: furono necessari i tiri di rigore per sancire il passaggio del turno dei milanesi. Agli ottavi i portoghesi del Boavista furono sconfitti con un ampio 7-1 tra andata e ritorno. Ai quarti di finale i Nerazzurri affrontarono i belgi dell'Anderlecht, pareggiando 1-1 a Bruxelles e vincendo 2-1 a Milano. In semifinale il Monaco fu sconfitto all'andata 3-1, il che rese di fatto inutile la vittoria per 1-0 nel Principato.

## Le partite

La formazione dell'Inter scesa in campo nella finale di ritorno a San Siro

A Gelsenkirchen va in scena la finale d'andata tra lo Schalke 04, alla prima finale di una competizione europea, e l'Inter, trascinata dal portiere Gianluca Pagliuca e dal capocannoniere del torneo Maurizio Ganz. La partita si gioca sotto una pioggia scrosciante che limita le possibilità di entrambe le compagini. Il primo e unico gol della partita lo mette a segno Wilmots a venti minuti dalla fine con un bolide dalla distanza che acquista velocità sul terreno bagnato e beffa Pagliuca, al primo tiro scoccato verso la sua porta.
Due settimane dopo a Milano i Nerazzurri sono chiamati alla rimonta contro i tedeschi sostenuti da circa diecimila supporter giunti dalla Germania. I teutonici si difendono bene per tutto il corso della gara, ma a cinque minuti dal triplice fischio Iván Zamorano, in girata, sblocca il risultato  mandando la sfida ai supplementari. Si arriva dunque alla lotteria dei rigori e sia Zamorano che Aaron Winter falliscono dal dischetto, mentre Martin Max e compagni non sbagliano mai e possono festeggiare la prima Coppa UEFA nella storia del club.

## Tabellini

### Andata
| Arbitro: | Batta |

|             |           |  |
| Wilmots 69’ | Marcatori |  |

| Schalke | Inter |

| Schalke 04    |    |                  |  |     |
|               |    |                  |  |     |
| P             | 1  | Jens Lehmann     |  |     |
| D             | 10 | Olaf Thon        |  |     |
| D             | 25 | Johan de Kock    |  |     |
| D             | 2  | Thomas Linke     |  |     |
| D             | 4  | Yves Eigenrauch  |  |     |
| D             | 19 | Michael Büskens  |  | 66’ |
| C             | 20 | Jiří Němec       |  |     |
| C             | 6  | Andreas Müller   |  |     |
| C             | 3  | Radek Latal      |  |     |
| A             | 8  | Ingo Anderbrügge |  |     |
| A             | 24 | Marc Wilmots     |  |     |
| Sostituzioni: |    |                  |  |     |
| A             | 11 | Martin Max       |  | 66’ |
| Allenatore:   |    |                  |  |     |
| Huub Stevens  |    |                  |  |     |

| Inter         |    |                    |     |     |
|               |    |                    |     |     |
|               |    |                    |     |     |
| P             | 1  | Gianluca Pagliuca  |     |     |
| D             | 7  | Salvatore Fresi    |     | 61’ |
| D             | 2  | Giuseppe Bergomi   |     |     |
| D             | 5  | Fabio Galante      | 14’ |     |
| D             | 19 | Massimo Paganin    |     |     |
| D             | 3  | Alessandro Pistone |     |     |
| C             | 4  | Javier Zanetti     |     |     |
| C             | 21 | Ciriaco Sforza     |     |     |
| C             | 14 | Aron Winter        |     |     |
| A             | 23 | Maurizio Ganz      |     |     |
| A             | 9  | Iván Zamorano      |     |     |
| Sostituzioni: |    |                    |     |     |
| C             | 18 | Nicola Berti       |     | 61’ |
| Allenatore:   |    |                    |     |     |
| Roy Hodgson   |    |                    |     |     |

### Ritorno
| Arbitro: | García-Aranda |

|                           |                      |                              |
| Zamorano 84’              | Marcatori            |                              |
| Zamorano Djorkaeff Winter | Tiri di rigore 1 – 4 | Anderbrügge Thon Max Wilmots |

| Inter | Schalke |

| Inter         |    |                    |          |      |
|               |    |                    |          |      |
| P             | 1  | Gianluca Pagliuca  |          |      |
| D             | 2  | Giuseppe Bergomi   |          | 70’  |
| D             | 19 | Massimo Paganin    |          |      |
| D             | 7  | Salvatore Fresi    | 20’, 89’ |      |
| D             | 3  | Alessandro Pistone |          |      |
| C             | 4  | Javier Zanetti     |          | 119’ |
| C             | 21 | Ciriaco Sforza     |          | 80’  |
| C             | 8  | Paul Ince          |          |      |
| C             | 6  | Youri Djorkaeff    | 101’     |      |
| A             | 23 | Maurizio Ganz      | 2’       |      |
| A             | 9  | Iván Zamorano      | 98’      |      |
| Sostituzioni: |    |                    |          |      |
| C             | 14 | Aron Winter        |          | 80’  |
| C             | 18 | Nicola Berti       |          | 119’ |
| D             | 20 | Jocelyn Angloma    |          | 70’  |
| Allenatore:   |    |                    |          |      |
| Roy Hodgson   |    |                    |          |      |

| Schalke 04    |    |                  |      |      |
|               |    |                  |      |      |
|               |    |                  |      |      |
| P             | 1  | Jens Lehmann     | 58’  |      |
| D             | 10 | Olaf Thon        | 66’  |      |
| D             | 25 | Johan de Kock    |      |      |
| D             | 2  | Thomas Linke     |      |      |
| D             | 4  | Yves Eigenrauch  | 8’   |      |
| D             | 19 | Michael Büskens  |      |      |
| C             | 3  | Radek Latal      | 104’ | 111’ |
| C             | 20 | Jiří Němec       |      |      |
| C             | 6  | Andreas Müller   |      | 97’  |
| A             | 24 | Marc Wilmots     | 70’  |      |
| A             | 11 | Martin Max       |      |      |
| Sostituzioni: |    |                  |      |      |
| C             | 8  | Ingo Anderbrügge |      | 97’  |
| C             | 16 | Oliver Held      |      | 111’ |
| Allenatore:   |    |                  |      |      |
| Huub Stevens  |    |                  |      |      |